# Circinaria
Circinaria is een geslacht van korstmossen behorend tot de familie Megasporaceae. Het is beschreven door de Duitser Johann Heinrich Friedrich Link en voor het eerst geldig gepubliceerd in 1809.

## Soorten
Volgens Index Fungorum bevat het geslacht 37 soorten (peildatum april 2021):
| Soortnaam                              | Auteur(s)                                      | Publicatiejaar |
| -------------------------------------- | ---------------------------------------------- | -------------- |
| Circinaria affinis                     | (Eversm.) Sohrabi                              | 2012           |
| Circinaria arida                       | Owe-Larss., A. Nordin & Tibell                 | 2011           |
| Circinaria caesiocinerea               | (Nyl. ex Malbr.) A. Nordin, Savić & Tibell     | 2010           |
| Circinaria calcarea (Plat dambordje)   | (L.) A. Nordin, Savić & Tibell                 | 2010           |
| Circinaria cerebroides                 | (Mereschk.) Sohrabi                            | 2012           |
| Circinaria contorta (Rond dambordje)   | (Hoffm.) A. Nordin, Savić & Tibell             | 2010           |
| Circinaria crespiana                   | (V.J. Rico) Sohrabi & V.J. Rico                | 2013           |
| Circinaria cupreogrisea                | (Th. Fr.) A. Nordin, Savić & Tibell            | 2010           |
| Circinaria deminuta                    | P.M. McCarthy & Elix                           | 2020           |
| Circinaria digitata                    | (Sohrabi & Litterski) Sohrabi                  | 2012           |
| Circinaria dissecta                    | Fée                                            | 1825           |
| Circinaria elmorei                     | (E.D. Rudolph) Owe-Larss., A. Nordin & Sohrabi | 2011           |
| Circinaria emiliae                     | (Tomin) A. Nordin, Savić & Tibell              | 2010           |
| Circinaria epiphylla                   | Fée                                            | 1825           |
| Circinaria esculenta                   | (Pall.) Sohrabi                                | 2012           |
| Circinaria fruticulosa                 | (Eversm.) Sohrabi                              | 2012           |
| Circinaria gibbosa                     | (Ach.) A. Nordin, Savić & Tibell               | 2010           |
| Circinaria hispida                     | (Mereschk.) A. Nordin, Savić & Tibell          | 2010           |
| Circinaria hoffmanniana                | (S. Ekman & Fröberg ex R. Sant.) A. Nordin     | 2016           |
| Circinaria incanescens                 | (Nyl.) M. Choisy                               | 1951           |
| Circinaria jussuffii                   | (Link) Sohrabi                                 | 2012           |
| Circinaria lacunosa                    | (Mereschk.) Sohrabi                            | 2012           |
| Circinaria laxilobata                  | G. Ismayil, A. Abbas & S.Y. Guo                | 2019           |
| Circinaria leprosescens (Zeedambordje) | (Sandst.) A. Nordin, Savić & Tibell            | 2010           |
| Circinaria maculata                    | (H. Magn.) Q. Ren                              | 2018           |
| Circinaria mansourii                   | (Sohrabi) Sohrabi                              | 2013           |
| Circinaria ochraceoalba                | (H. Magn.) Q. Ren                              | 2018           |
| Circinaria radiosa                     | M. Choisy                                      | 1929           |
| Circinaria rogeri                      | (Sohrabi) Sohrabi                              | 2012           |
| Circinaria rostamii                    | Sohrabi                                        | 2012           |
| Circinaria schafeevii                  | (Tomin) Q. Ren                                 | 2018           |
| Circinaria scyphulifera                | Paukov, Chesnokov & Konoreva                   | 2018           |
| Circinaria serenensis                  | (Cl. Roux & M. Bertrand) A. Nordin             | 2016           |
| Circinaria subochracea                 | (H. Magn.) Q. Ren                              | 2018           |
| Circinaria tominii                     | (Oxner) Sohrabi                                | 2012           |
| Circinaria tortuosa                    | (H. Magnusson) Q. Ren                          | 2018           |
| Circinaria transbaicalica              | (Oxner) Q. Ren                                 | 2018           |